# Atemnus letourneuxi
Espèce
Synonymes
- Chelifer letourneuxi Simon, 1881

Atemnus letourneuxi est une espèce de pseudoscorpions de la famille des Atemnidae.

## Distribution
Cette espèce se rencontre en Égypte, au Soudan, en Éthiopie, en Somalie, au Yémen, au Tchad et en Tunisie.

## Description
L'holotype mesure 4 mm.

## Étymologie
Cette espèce est nommée en l'honneur d'Aristide Letourneux.

## Publication originale
- Simon, 1881 : Descriptions d'Arachnides nouveaux d'Afrique. (Chernetes de la Basse Égypte rec. par M. Letourneux). Bulletin de la Société Zoologique de France, vol. 6, p. 1-15 (texte intégral).